# Crkva i samostan sv. Eufemije u Splitu
Crkva i samostan sv. Eufemije u Splitu, Hrvatska, zaštićeno je kulturno dobro. 
Nalazi se u ulici kralja Tomislava 15.

## Opis dobra
Građena je od 11. stoljeću, s raznim dogradnjama do 18. stoljeća. Arhitekt je autor crkve sv. Arnira. Samostan benediktinki s kontinuitetom gradnje od 11. do 18. st., nalazi se u neposrednoj blizini sjevernog zida i Zlatnih vrata Dioklecijanove palače. Od sklopa, teško oštećenog u Drugom svjetskom ratu, sačuvani su arheološki ostaci predromaničke crkve iz 11. st., kasnogotička kapela splitskog biskupa Arnira iz 15. st., rad Jurja Dalmatinca, i zvonik iz 18. st., sjeverno od crkve. Izvorno, crkva je bila trobrodna bazilika s tri polukružne apside na istoku i s upisanim transeptom. Kapela sv. Arnira iz 1444. presvođena je križnim svodom, prema crkvi otvorena širokim polukružnim lukom. U njoj je gipsani odljev oltara i sarkofaga sv. Arnira, dok se original nalazi u župnoj crkvi u Kaštel Lukšiću.

## Zaštita
Pod oznakom Z-3424 zavedena je kao nepokretno kulturno dobro - pojedinačno, pravna statusa zaštićena kulturnog dobra, klasificiranog kao sakralna graditeljska baština.